# 甄國清
甄國清（1973年—），中華民國外交官、政府官員。畢業於國立政治大學外交學系學士、喬治城大學外交學院碩士，曾任陸軍第109機械化師少尉排長、外交部北美司科長、駐美國臺北經濟文化代表處政治組副組長、臺灣美國事務委員會副秘書長、駐西雅圖臺北經濟文化辦事處總領事銜處長等職務，現任外交部機要事務辦公室主任秘書。

## 職業生涯
2007年10月，台灣電競選手劉祐辰在西雅圖所舉辦的世界电子竞技大赛（WCG）「世界街頭賽車3」中獲得第3名，在頒獎典禮拿出中華民國國旗，期間現場並無異狀，但在台灣選手準離開會場時，有中國大陸選手與媒體質疑那是什麼旗幟，並辱罵台灣選手是「狗生出來的」。台灣方面緊急找來駐西雅圖辦事處秘書甄國清處理，WCG主辦單位為保護台灣選手安全，指派專車接送回選手村。
2020年9月，在臺灣與蒙大拿州締結姐妹關係35週年之際，駐西雅圖辦事處長甄國清與蒙大拿州法務廳汽車監理局長賈西亞（Sarah Garcia）簽署免試互換駕照協議，自10月10日起生效。台灣是蒙大拿州簽署此類協議的首個外國政府，也是第35個與台灣簽署此類協議的美國州政府。
2025年7月，甄國清卸任駐西雅圖辦事處長，返臺後擔任外交部機要事務辦公室主任秘書，1973年出生的甄國清是歷來最年輕的外交部主任秘書。